# Croissy-sur-Seine
Croissy-sur-Seine és un municipi francès, situat al departament d'Yvelines i a la regió de Illa de França. L'any 2007 tenia 10.100 habitants.
Forma part del cantó de Chatou, del districte de Saint-Germain-en-Laye i de la Comunitat d'aglomeració Saint Germain Boucles de Seine.

## Demografia

### Població
El 2007 la població de fet de Croissy-sur-Seine era de 10.100 persones. Hi havia 3.927 famílies, de les quals 1.073 eren unipersonals (415 homes vivint sols i 658 dones vivint soles), 1.068 parelles sense fills, 1.443 parelles amb fills i 343 famílies monoparentals amb fills.
La població ha evolucionat segons el següent gràfic:
Habitants censats

### Habitatges
El 2007 hi havia 4.195 habitatges, 3.974 eren l'habitatge principal de la família, 48 eren segones residències i 173 estaven desocupats. 2.075 eren cases i 2.089 eren apartaments. Dels 3.974 habitatges principals, 2.634 estaven ocupats pels seus propietaris, 1.234 estaven llogats i ocupats pels llogaters i 107 estaven cedits a títol gratuït; 224 tenien una cambra, 538 en tenien dues, 823 en tenien tres, 623 en tenien quatre i 1.766 en tenien cinc o més. 3.170 habitatges disposaven pel capbaix d'una plaça de pàrquing. A 1.973 habitatges hi havia un automòbil i a 1.608 n'hi havia dos o més.

### Piràmide de població
La piràmide de població per edats i sexe el 2009 era:
| Homes | Edats   | Dones |
| ----- | ------- | ----- |
| 4     | 95 o +  | 16    |
| 12    | 90 a 94 | 36    |
| 32    | 85 a 89 | 80    |
| 28    | 80 a 84 | 68    |
| 108   | 75 a 79 | 152   |
| 156   | 70 a 74 | 200   |
| 156   | 65 a 69 | 156   |
| 256   | 60 a 64 | 256   |
| 228   | 55 a 59 | 276   |
| 376   | 50 a 54 | 424   |
| 340   | 45 a 49 | 380   |
| 372   | 40 a 44 | 368   |
| 332   | 35 a 39 | 388   |
| 356   | 30 a 34 | 352   |
| 320   | 25 a 29 | 336   |
| 288   | 20 a 24 | 261   |
| 376   | 15 a 19 | 376   |
| 332   | 10 a 14 | 344   |
| 392   | 5 a 9   | 368   |
| 312   | 0 a 4   | 256   |

## Economia
El 2007 la població en edat de treballar era de 6.482 persones, 4.639 eren actives i 1.843 eren inactives. De les 4.639 persones actives 4.366 estaven ocupades (2.330 homes i 2.036 dones) i 274 estaven aturades (130 homes i 144 dones). De les 1.843 persones inactives 365 estaven jubilades, 883 estaven estudiant i 595 estaven classificades com a «altres inactius».

### Ingressos
El 2009 a Croissy-sur-Seine hi havia 3.844 unitats fiscals que integraven 10.040 persones, la mediana anual d'ingressos fiscals per persona era de 38.814 €.

### Activitats econòmiques
Dels 517 establiments que hi havia el 2007, 4 eren d'empreses alimentàries, 1 d'una empresa de fabricació de material elèctric, 8 d'empreses de fabricació d'altres productes industrials, 50 d'empreses de construcció, 78 d'empreses de comerç i reparació d'automòbils, 8 d'empreses de transport, 17 d'empreses d'hostatgeria i restauració, 45 d'empreses d'informació i comunicació, 31 d'empreses financeres, 36 d'empreses immobiliàries, 151 d'empreses de serveis, 70 d'entitats de l'administració pública i 18 d'empreses classificades com a «altres activitats de serveis».
Dels 97 establiments de servei als particulars que hi havia el 2009, 1 era una oficina de correu, 6 oficines bancàries, 4 tallers de reparació d'automòbils i de material agrícola, 1 taller d'inspecció tècnica de vehicles, 1 autoescola, 4 paletes, 6 guixaires pintors, 9 fusteries, 7 lampisteries, 9 electricistes, 9 empreses de construcció, 5 perruqueries, 1 veterinari, 10 restaurants, 19 agències immobiliàries, 2 tintoreries i 3 salons de bellesa.
Dels 22 establiments comercials que hi havia el 2009, 2 eren supermercats, 1 una gran superfície de material de bricolatge, 2 fleques, 4 carnisseries, 3 llibreries, 2 botigues de roba, 1 una botiga d'equipament de la llar, 1 una botiga de mobles, 2 drogueries, 1 un drogueria, 1 una perfumeria i 2 floristeries.

## Equipaments sanitaris i escolars
Els 3 equipaments sanitaris que hi havia el 2009 eren farmàcies.
El 2009 hi havia 2 escoles maternals i 2 escoles elementals. A Croissy-sur-Seine hi havia 1 col·legi d'educació secundària i 1 liceu d'ensenyament general. amb 551 alumnes.

## Poblacions més properes
El següent diagrama mostra les poblacions més properes.